# 黎州 (雲南省)
黎州（れいしゅう）は、中国にかつて存在した州。現在の雲南省玉渓市華寧県一帯に設置された。
624年（武徳7年）、唐代により姚州の下部に設置された西寧州を前身とする。州治は梁水県に設置された。634年（貞観8年）に黎州と改称された。天宝年間に廃止された。